# Všestudy, Mělník
Všestudy là một làng thuộc huyện Mělník, vùng Středočeský, Cộng hòa Séc.